# Malatesta (Montherlant)
Pour les articles homonymes, voir Malatesta.
Malatesta est une pièce de théâtre en quatre actes d'Henry de Montherlant, parue en 1946.
La pièce a été représentée pour la première fois le 19 décembre 1950, au Théâtre Marigny, dans une mise en scène de Jean-Louis Barrault (qui joue également le rôle-titre).  Elle bénéficiera d'une retransmission télévisée en 1967 et sera reprise par la Comédie-Française en 1970, dans une mise en scène de Pierre Dux.
L'inspiration historique de Montherlant fait référence à Sigismond Malatesta, mort à Rimini en 1468.

## Résumé de la pièce
Henri Perruchot, dans son livre Montherlant (édition Gallimard, p.131), résume ainsi Malatesta :

« Le pape Paul II, successeur de Pie II, désirerait envoyer des troupes pontificales à Rimini, la ville de Malatesta. Il offre en échange à Malatesta les cités de Spolete et de Foligno. Furieux de ce qu’ose lui proposer le Pape, Malatesta court à Rome avec l’intention de l’assassiner. Mais, arrivé devant Paul II, il se jette à ses genoux. Le pape pour l’empêcher de nuire lui confie une charge honorifique au Vatican. Malatesta se morfond à Rome ; il tombe malade. Sa femme Isotta vient de Rimini pour demander sa grâce au pape et obtient sa mise en congé. Malatesta retourne à Rimini, mais c’est pour y trouver la mort. Son protégé, le lettré et biographe Porcellio, l’empoisonne. »